# Ahaetullinae

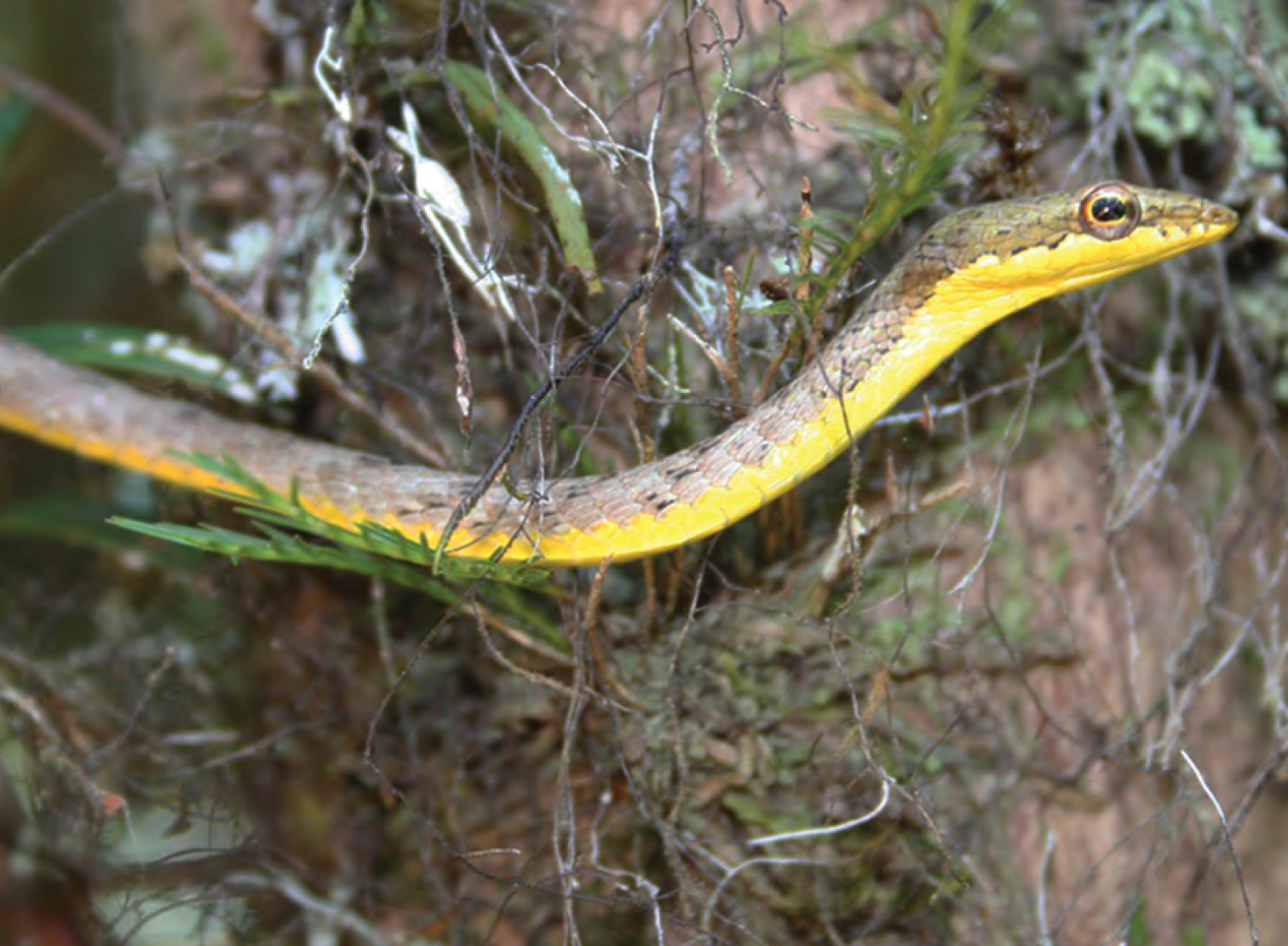
Dryophiops philippina

Die Ahaetullinae sind eine Unterfamilie der Nattern (Colubridae), die von Pakistan über Indien, Sri Lanka, Nepal und Bangladesch bis Südostasien, das südliche China, die Philippinen, Neuguinea und das nordöstliche Australien verbreitet ist. Die meisten Arten der Unterfamilie sind baumbewohnend und leben in Wäldern, einige auch in anderen Biotopen.

## Merkmale
Diagnostisches Merkmal der Unterfamilie sind die gekielten, bei einigen Arten auch seitlich eingebuchteten Bauchschuppen (Ventralia) und die ebenfalls gekielten Schuppen auf der Schwanzunterseite (Subcaudalen), sowie im hinteren Kieferbereich befindliche gefurchte Fangzähne. Diese fehlen bei einigen Arten der Gattung Dendrelaphis. Innerhalb der Unterfamilie lassen sich zwei monophyletische Kladen unterscheiden. Arten der Gattungen Ahaetulla und Dryophiops besitzen lange, seitlich abgeflachte Körper mit 15 Reihen glatter Schuppen auf der mittleren Rückenregion, einem langen Kopf und großen Augen mit horizontal stehenden Pupillen und einem deutlich entwickelten Canthus rostralis. Chrysopelea und Dendrelaphis-Arten sind schlank mit einem annähernd rechteckigen Kopf und großen Augen mit runden Pupillen. Auf dem Rücken der Körpermitte befinden sich 13 bis 17 Reihen schwach gekielter Schuppen. Proahaetulla ist die Schwestergattung von Ahaetulla und unterscheidet sich von den anderen Gattungen der Ahaetullinae durch 12 bis 13 Rückenschuppenreihen mit teilweise gesägten Graten, 20 Zähne im Oberkiefer (Maxillare) und 3 Postocularschuppen.
Die Gattung Chrysopelea ist wegen ihrer Fähigkeit berühmt, von Baum zu Baum gleiten zu können und die Arten der Gattung Dendrelaphis sind in der Lage von Ast zu Ast zu springen.
Ahaetullinae ist die Schwestergruppe der Eigentlichen Nattern (Colubrinae), zu denen sie bis zu ihrer Erstbeschreibung im Jahr 2016 gezählt wurden.

## Gattungen
Zur Unterfamilie Ahaetullinae gehören fünf Gattungen mit 76 Arten.
- Peitschennattern (Ahaetulla)
- Schmuckbaumnattern (Chrysopelea)
- Bronzenattern (Dendrelaphis)
- Dryophiops
- Proahaetulla[2]

## Belege
1. 1 2 3  Alex Figueroa, Alexander D. McKelvy, L. Lee Grismer, Charles D. Bell und Simon P. Lailvaux: A Species-Level Phylogeny of Extant Snakes with Description of a New Colubrid Subfamily and Genus. PLoS One. Sep. 2016; 11(9): e0161070. doi: 10.1371/journal.pone.0161070
2. 1 2  Ashok Kumar Mallik, N. Srikanthan Achyuthan, Sumaithangi R. Ganesh, Saunak P. Pal, S. P. Vijayakumar und Kartik Shanker: Discovery of A Deeply Divergent New Lineage of Vine Snake (Colubridae: Ahaetuliinae: Proahaetulla gen. nov.) from the southern Western Ghats of Peninsular India with A Revised Key for Ahaetuliinae. PLoS ONE. 2019; 14(7): e0218851. doi: 10.1371/journal.pone.0218851
3. ↑  Ahaetuliinae In: The Reptile Database